# Расширение Европейского союза (2007)

Желтым цветом выделены страны, которые присоединились к Европейскому союзу в 2007 году, синим — остальные страны — члены ЕС

Расширение Европейского союза (2007) — пятое в истории расширение Евросоюза. Предыдущее расширение состоялось тремя годами ранее.
Это расширение включало в себя Болгарию и Румынию.

## История вхождения в Евросоюз
После Второй мировой войны Европа была разделена на две зоны влияния — американскую и советскую. К концу 1980-х СССР под воздействием внутренних факторов начал терять позиции в Восточной Европе и результатом этому стали последовательные падения коммунистических режимов в 1989, а впоследствии — и распад СССР в 1991-м. В 1994-м Румыния и Болгария подписали договор об ассоциации с ЕС и должны были подготовиться к вступлению в Евросоюз. В 1995 году были поданы заявки этих двух стран на членство в ЕС, и они должны были вступить в Евросоюз вместе с Мальтой, Кипром и другими странами в 2004 году, но принять эти две страны было решено в 2007 году, так как, по мнению Еврокомиссии, в экономиках этих двух стран было слишком много социалистических пережитков.

## Кириллица

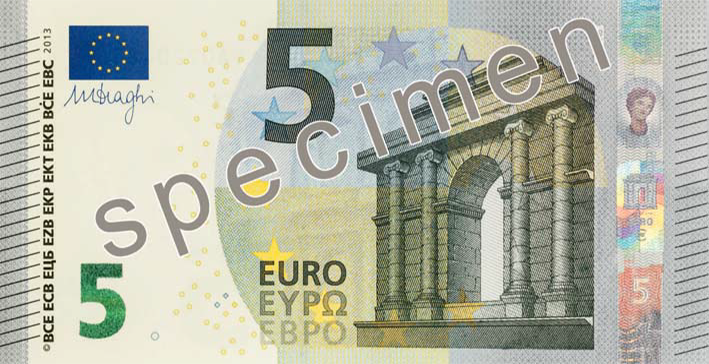
5-евровая банкнота новой серии «Европа». Название валюты отображено в трех вариантах: латиницей (EURO), греческим алфавитом (EYPΩ) и кириллицей (ЕВРО). Кириллица добавлена по причине вступления Болгарии в ЕС в 2007 году

При присоединении кириллица стала третьим официальным алфавитом в ЕС, после латинского и греческого алфавитов. Кириллица также показана на банкноте евро и национальной (аверс) стороне болгарских монет евро. ЕЦБ и Комиссия ЕС настаивали, что Болгария должна изменить официальное название валюты от ЕВРО (как принято), на ЕУРО, утверждая, что валюта должна иметь стандартное написание и произношение по Евросоюзу.
Подробнее см. в статье Лингвистические вопросы, касающиеся евро. Этот вопрос был окончательно решён в пользу Болгарии в 2007 Саммите ЕС в Лиссабоне, что позволяет Болгарии использовать кириллицу на всех официальных документах ЕС.
В связи с вступлением Болгарии в ЕС новая серия банкнот евро будет иметь надпись «EBPO», а также сокращение «ЕЦБ» (сокращение от болг. Европейска централна банка).

## Последствия
По мнению ряда политиков, закрытие переговорных глав для вступление в ЕС произошло досрочно, а сами страны были не в полной мере готовы к вступлению в 2007 году. После вступления Болгария стабильно занимает последнее место в ЕС по ряду экономических показателей (например, ВВП на душу населения), Болгария считается беднейшей страной ЕС. В 2008 году ЕС заморозил средства, предназначенные для строительства дорог и финансирования сельского хозяйства Болгарии. Это произошло из-за того, что страна предпринимает недостаточно мер по борьбе с коррупцией и организованной преступностью, по мнению ЕС. 
Также страны до сих пор не являются членами Шенгенского соглашения. В 2011 году против присоединения к Шенгенскому соглашению выступили Франция, Германия, Швеция, Нидерланды, Финляндия и Бельгия. Страны ЕС не уверены в способности Болгарии и Румынии обеспечить безопасность своих границ. В настоящее время против кандидатур Болгарии и Румынии на вступление в Шенгенскую зону выступают представители Австрии и Нидерландов.